# دنیل کاسگروو
دنیل کاسگروو (انگلیسی: Daniel Cosgrove؛ زادهٔ ۱۶ دسامبر ۱۹۷۰) یک هنرپیشه اهل ایالات متحده آمریکا است. وی از سال ۱۹۹۶ میلادی تاکنون مشغول فعالیت بوده‌است.
از فیلم‌ها یا برنامه‌های تلویزیونی که وی در آن نقش داشته است می‌توان به ولنتاین، چیز مورد علاقه من، ون وایلدر و بورلی هیلز، ۹۰۲۱۰ اشاره کرد.